# Martin Rosz
Martin Rosz (* 30. Januar 1945 in Königsberg; † 2022 in Berlin) ist ein deutscher bildender Künstler.

## Leben
Rosz machte zunächst eine Kaufmanns- und Dekorateurslehre; ab 1961 wurden erste Arbeiten Rosz’ publiziert. Von 1963 bis 1966 absolvierte er ein Studium an der Hochschule der Künste in Berlin. Von 1966 bis 1978 arbeitete er als Substitut im Berliner Kaufhaus des Westens. Ab 1973 wurden seine Arbeiten in Einzelausstellungen gezeigt. 1978 erhielt er ein Stipendium für einen New-York-Aufenthalt; 1979 wurde er mit dem Berliner Kunstpreis (Förderpreis) und 1980 mit dem Kunstpreis der Böttcherstraße in Bremen ausgezeichnet. 1983 erhielt er vom Deutschen Künstlerbund den Förderpreis der Villa Romana.
Zu seinen Werken gehört seit 1999 „die Reihe der kleinformatigen Zeichnungen Bemühungen zur Künstlichkeit, in denen Rosz – ähnlich wie in einem Film – dasselbe Motiv, ein Schinkel’sches Köpfchen, in winzigen Veränderungen zeichnerisch umkreist“.

## Ausstellungen
- Westfälischer Kunstverein Münster und Kunstverein Hannover und Künstlerhaus Bethanien 1980: Tableaux – Zyklen – Räume – Schriften 1960–1979
- Kunstverein München 1982: Gefühl und Härte. Neue Kunst aus Berlin (G)
- Badischer Kunstverein Karlsruhe und Neues Museum Weserburg Bremen 1999/2000: Martin Rosz – Der Neue Romantiker – Lebensraum
- Neues Museum Weserburg Bremen 2005: Sammel-Leidenschaften, CUSP / SCHEITELPUNKT (&) SO WEITER